# Propriá (tiểu vùng)
Propriá là một tiểu vùng thuộc bang Sergipe, Brasil. Tiều vùng này có diện tích 1018 km², dân số năm 2007 là 87845 người.